# Pneophyllum keatsii
Pneophyllum keatsii Y.M. Chamberlain, 1994 é o nome botânico de uma espécie de algas vermelhas pluricelulares do gênero Pneophyllum, família Corallinaceae, subfamília Mastophoroideae.
- São algas marinhas encontradas na África do Sul.

## Sinonímia
- Não apresenta sinônimos.